# ミゲル・ボセ
ルイス・ミゲル・ゴンサレス・ボセ（Luis Miguel González Bosé、1956年4月3日）は、スペインの俳優、ミュージシャン。母は1947年のミス・イタリアで女優のルチア・ボゼー（ルチア・ボゼ、Lucia Bosè）。スペイン語圏において、最も有名な一人。他にミゲル・ボゼ、ミゲル・ボゼーの表記もある。

## 主な出演作品
- サスペリア Suspiria  (1977・イタリア) (役名：Mark）
- カリフォルニア〜ジェンマの復讐の用心棒 California  (1977・イタリア・スペイン) (役名：Willy Preston）
- 彼女の彼は、彼女 Gazon　Modo (1990・フランス) (役名：Diego the Young men)
- ハイヒール Tacones Lejanos (1991・スペイン) (役名：Letal. Juez Dominguez. Hugo)
- ジェリコー・マゼッパ伝説 Mazeppa (1993・フランス) (役名：Gericault)
- 王妃マルゴ La Reine Margot (1994・フランス) (役名：Guise)
- 彼女の彼は、彼女 Gazon Maudit  (1995・フランス) (役名：Diego）